# Shoes (Ruby)
Ruby Shoes ist ein GUI-Toolkit für die Programmiersprache Ruby.
Shoes ist das verbreitetste Toolkit für Ruby. Es wurde von Jonathan Gillette unter dem Pseudonym why the lucky stiff (Kurzform _why) erstellt und im Jahr 2007 veröffentlicht. Nachdem er sich aus dem Projekt verabschiedet hatte, wurde es von anderen Entwicklern weiter geführt. Shoes läuft auf den gängigen Betriebssystemen (Windows, Mac OS X, Linux). Es macht die Erstellung von grafischen Benutzeroberflächen einfach. Mit Shoes ist nicht nur die Erstellung graphischer Elemente wie Knöpfe und Eingabefelder einfach umsetzbar, sondern man kann auch Grafiken darstellen, wie zum Beispiel Kreise, Dreiecke und andere Formen.

## Beispielprogramm
Hier ist ein Beispielprogramm:
```
Shoes
.
app
 
:title
 
=>
 
"Knöpfe"
 
do

  
@note
 
=
 
para
 
"Bis jetzt wurde noch nichts gedrückt"

  
button
 
"Drück mich"
 
do

    
@note
.
replace
 
"Aha! Der Knopf wurde gedrückt!"

  
end

end

```

## Versionen
- Versionen, bei denen _why mitgewirkt hat

1. Version 1, „Curious“
2. Version 2, „Raisins“

- Versionen, bei denen _why nicht mitgewirkt hat

1. Version 3, „Policeman“

Die neueste Version ist 3.3.7. Shoes 4 wurde komplett neu geschrieben und mit komplett mit Ruby entwickelt. Es enthält keinen C-Code mehr wie die älteren Versionen.